# بيا: امرأة سوداء تتحدث (فلم)
بيا: امرأة سوداء تتحدث (بالإنجليزية: Beah: A Black Woman Speaks)، هُو فيلم وثائقي أمريكي يتحدث عن قصة حياة المُمثلة بيه ريتشاردز، وهُو من إخراج ليزا قاي هاميلتون وصدر سنة 2003.

## وصلات خارجية
- مقالات تستعمل روابط فنية بلا صلة مع ويكي بيانات